# Jules Mahieu
Jules Émile Cornil Mahieu (ur. 23 kwietnia 1884 w Ghyvelde, zm. 7 lutego 1962) – francuski strzelec, olimpijczyk.
Brał udział w Letnich Igrzyskach Olimpijskich 1924. Zajął 17. miejsce w rundzie pojedynczej do sylwetki jelenia i 25. pozycję w rundzie podwójnej do sylwetki jelenia. 

## Wyniki

### Igrzyska olimpijskie
| Igrzyska   | Konkurencja                          | Wynik   | Miejsce | Źródło |
| ---------- | ------------------------------------ | ------- | ------- | ------ |
| Paryż 1924 | Runda pojedyncza do sylwetki jelenia | 32 pkt. | 17      | [ 1 ]  |
| Paryż 1924 | Runda podwójna do sylwetki jelenia   | 42 pkt. | 25      | [ 2 ]  |